# Défilé du Jour de la Victoire en Chine 2015
 (avril 2017).
Le contenu est difficilement compréhensible vu les erreurs de traduction, qui sont peut-être dues à l'utilisation d'un logiciel de traduction automatique.

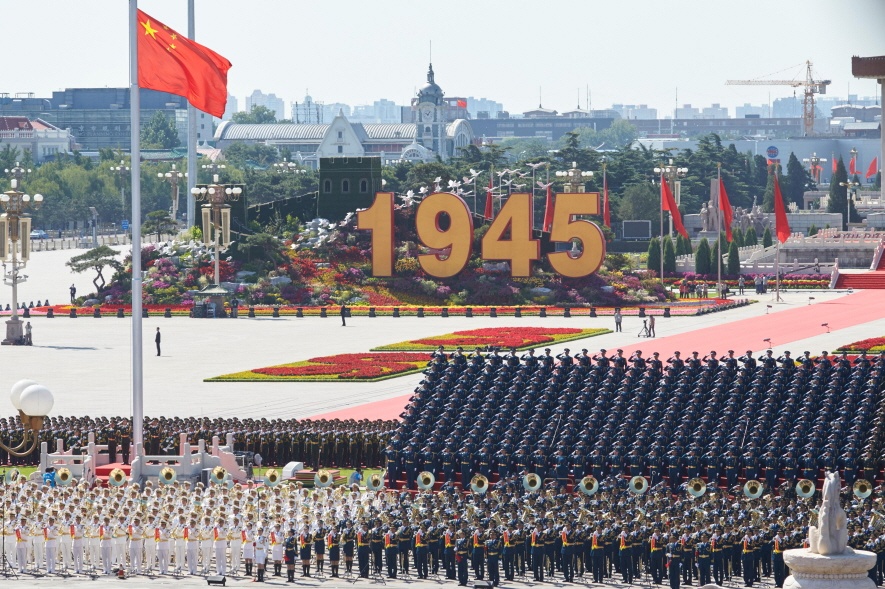
Défilé du jour de la victoire.

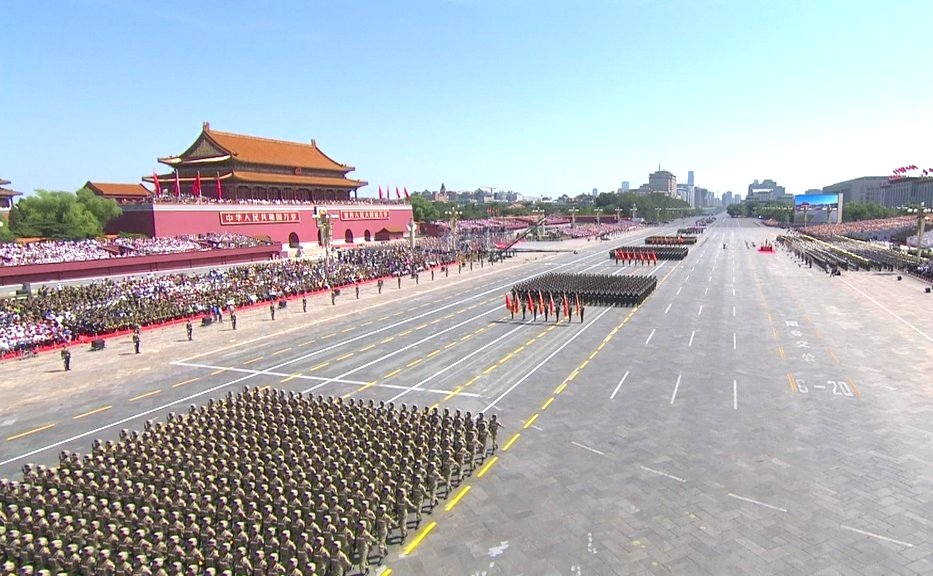
Enchaînement des escadrons du défilé.

Le défilé du jour de la victoire du 3 septembre 2015 est un défilé militaire organisé le long de l'avenue de Chang'an à Pékin pour célébrer le 70e anniversaire de la victoire sur le Japon à l'issue du théâtre Asie-Pacifique de la Seconde Guerre mondiale. Il s'agit de la toute première grande parade militaire organisée dans la capitale chinoise pour célébrer un événement autre que la fête nationale se tenant ordinairement le 1er octobre. 12 000 soldats de l'Armée populaire de Libération et mille soldats de dix-sept pays invités participèrent à la parade. À l'instar du défilé russe ayant eu lieu plus tôt dans l'année, cet événement a été présenté par plusieurs médias internationaux comme une démonstration de force majeure orchestrée par le pouvoir chinois, plus particulièrement dirigée contre le Japon ainsi que leur allié américain. Xi Jinping inspecta les troupes et Li Keqiang fut le maître de cérémonie.

## Arrière-plan
Le défilé du 70e anniversaire du jour de la victoire marqua la toute première fois que la Chine organisa une parade militaire à une autre date que le Jour de la fête nationale chinoise, et officiellement consacrée à la fin de la Seconde Guerre mondiale. Depuis la fondation de la République populaire en 1949, la Chine populaire consacra de manière assez régulière des défilés militaires à l'occasion de sa fête nationale le 1er octobre. Celles ayant le plus marqué les esprits eurent lieu en 1959, 1984, 1999 ainsi qu'en 2009, présidées successivement par les présidents Mao Zedong, Deng Xiaoping, Jiang Zemin et Hu Jintao. Le défilé du jour de la victoire fut également le premier grand défilé du mandat de Xi Jinping, nommé secrétaire général du Parti communiste chinois en novembre 2012. Le thème dominant était consacré en l'honneur de « la paix et de la victoire ». Xi Jinping avait auparavant été l'invité d'honneur de Vladimir Poutine au défilé du jour de la victoire à Moscou le 7 mai 2015. En retour, le président russe eut droit à la même distinction lors de son arrivée dans la capitale chinoise, presque quatre mois plus tard.

## Préparatifs et restrictions

Pollution de l'air à Pékin sur l'ensemble de l'année 2015.

Au niveau national, le gouvernement attacha une attention considérable à l'importance de l'événement ainsi qu'à sa place dans l'ensemble des médias. L'agence Bloomberg déclara par exemple que le gouvernement n'hésita pas à intervenir directement au sein du marché boursier, pour assurer sa stabilité et éviter tous risques à la veille de l'anniversaire. D'autre part, un certain nombre d'établissements publics, des parcs ainsi que certains hôpitaux, fermèrent provisoirement.Concernant les transports en commun, la Ligne 1 du Métro de Pékin, qui possède un tronçon sous l'avenue Chang'an fut complètement arrêtée et 256 lignes de bus de Pékin fonctionnèrent au ralenti entre le 2 et le 4 septembre,. Il fut décidé que le centre-ville et certaines zones annexes soient placés sous la loi martiale, et 850 000 « gardes citoyens » furent déployés en complément pour assurer la sécurité dans la ville. Pour éviter le risque aviaire, les autorités municipales envoyèrent des macaques ainsi que des faucons pour pourchasser les oiseaux, démantelant leurs nids. Ballons à air chaud et deltaplane furent proscrits. Les personnes habitant le long de l'Avenue Chang'an ne pouvaient ouvrir leurs fenêtres sous aucun prétexte. 
Pour réduire la pollution de l'air et d'assurer la présence d'un ciel bleu sans aucun nuage quelconque, la moitié des voitures pékinoises furent interdites de rouler et presque 10 000 entreprises industrielles à Pékin ainsi que dans les régions périphériques (Hebei, Tianjin, Shanxi, Mongolie Intérieure, Shandong et Henan) furent dans l'obligation de suspendre leurs activités à partir du 20 août,. Ces décisions permirent l'arrivée d'un air bien plus pur qu'à l'ordinaire, où les appareils de mesure de particules fines (PM2.5) basés à Pékin donnèrent des résultats inférieurs à cinquante (contre 142 en moyenne sur l'ensemble de l'année 2015), au plus grand bonheur des habitants de la capitale. Certains observateurs notèrent que le parapluie, auparavant véritable symbole des mouvements protestataires ayant secoué Hong Kong en 2014 n'étaient nullement présent, bien que couramment utilisé par la population chinoise pour se protéger du soleil.
Dans ce contexte extrêmement tendu porteur de tensions et de frictions avec le Japon, Xi Jinping décréta la créations de deux nouveaux jours fériés, le premier se tenant le 3 septembre et commémorant le jour de la victoire contre le Japon, le second le 13 décembre, le jour de la prise de Nankin, ancienne capitale chinoise, par les armées impériales du Japon qui entraîna le massacre du même nom ainsi plusieurs centaines de milliers de décès du côté chinois.

## Personnalités présentes

### Au niveau national
Xi Jinping, secrétaire général du Parti communiste chinois, président de la commission militaire centrale et président de la république populaire de Chine fut certainement la figure de proue des événements de la journée. Il porta un costume Mao, comme il est normalement d'usage pour les dirigeants chinois à l'occasion de l'inspection de troupes lors des parades militaires. Il fut à l'origine du discours le plus marquant de l'événement où il surprit grand nombre d'observateurs avec l'énonciation surprise d'un plan visant à diminuer de 300 000 les effectifs de l'armée populaire de libération chinoise.
Contrairement au protocole normalement d'usage dans le cadre des grands défilés nationaux dans la capitale, ce n'est pas le secrétaire du parti communiste de Pékin mais bien le premier ministre Li Keqiang qui fut le maître de cérémonie pour le défilé. 
Le général Song Puxuan (en), commandant de la région militaire de Pékin, fut également présent, et salua le président chinois en face de Tian'anmen alors que l'inspection allait commencer.
Les autres membres du bureau politique du Comité Permanent, Zhang Dejiang, Yu Zhengsheng, Liu Yunshan, Wang Qishanet et Zhang Gaoli, les anciens dirigeants chinois Jiang Zemin et Hu Jintao ; les anciens Premiers ministres Li Peng, Zhu Rongji et Wen Jiabao ainsi que les autres hauts dirigeants Li Ruihuan, Wu Bangguo, Jia Qinglin, Li Lanqing, Song Ping, Zeng Qinghong, Wu Guanzheng, Li Changchun, Luo Gan, et Il Guoqiang, furent également présents. Tous s'asseyèrent dans l'ordre de la séquence de protocole.
Le chef de l’exécutif de la région spéciale de Hong Kong Leung Chun-ying ainsi que celui de Macao  Fernando Chui firent également le déplacement à Pékin.

### Au niveau international
Les dirigeants et diplomates présents :
- Jacob Zuma, président de l'Afrique du Sud ;
- Abdelkader Bensalah, président du Conseil de la nation d'Algérie ;
- Amado Boudou, vice-président d'Argentine ;
- Alexandre Loukachenko, président de Biélorussie ;
- Dragan Čović, président du collège présidentiel de Bosnie-Herzégovine ;
- Jaques Wagner, ministre de la défense du Brésil ;
- Norodom Sihamoni, roi du Cambodge ;
- Miguel Díaz-Canel, vice président de Cuba ;
- Miloš Zeman, président de la République Tchèque ;
- Joseph Kabila, président de la république démocratique du Congo ;
- Choe Ryong-hae, membre du politburo de Corée du nord ;
- Park Geun-hye, président de la Corée du Sud ;
- Abdel Fattah al-Sissi, président de l'Égypte ;
- Max Baucus, ambassadeur des États-Unis d'Amérique ;
- Haile Mariam Dessalegn, premier ministre d'Éthiopie ;
- Laurent Fabius, ministre des affaires étrangères de la France ;
- Noursultan Nazarbayev, président du Kazakhstan ;
- Almazbek Atambaev, président du Kirghizistan ;
- Choummaly Sayasone, président du Laos ;
- Tsakhiagiin Elbegdorj, président de Mongolie ;
- Thein Sein, président de Myanmar ;
- Islam Karimov, président d’Ouzbékistan ;
- Mamnoon Hussain, président du Pakistan ;
- Małgorzata Kidawa-Błońska, présidente de la diète de Pologne ;
- Michael Ogio, gouverneur général de Papouasie-Nouvelle-Guinée ;
- Vladimir Poutine, président de la Russie ;
- Tomislav Nikolić, président de la Serbie ;
- Gianfranco Terenzi, capitaine-régent de Saint-Marin ;
- Omar el-Beshir, président du Soudan ;
- Prawit Wongsuwan, ministre de la défense de Thaïlande ;
- Emomali Rahmon, président du Tadjikistan ;
- Taur Matan Ruak, président du Timor oriental ;
- Sato Kilman, premier-ministre du Vanuatu ;
- Nicolás Maduro, président du Venezuela ;
- Trương Tấn Sang, président du Vietnam.

Dirigeants d'organisations internationales :
- Ban Ki-moon, secrétaire général de l'Organisation des Nations unies ;
- Irina Bokova, directrice générale de l'UNESCO ;
- Peter Maurer, président du CICR.

Anciens dirigeants :
- Gerhard Schröder, ancien chancelier d'Allemagne ;
- Tony Blair, ancien premier-ministre  du Royaume-Uni ;
- Joseph Estrada, ancien Président des Philippines ;
- Lien Chan, ancien vice-président et premier-ministre de la république de Chine (Taïwan).

L'ancien président des Philippines Joseph Estrada assista à la parade non pas en tant que représentant de son pays, mais en sa qualité de Maire de Manille. Estrada justifia sa présence par le fait que les capitales chinoise et philippienne demeuraient des villes jumelées.

## Critiques
Le président de la république de Chine, Ma Ying-jeou et le Kuomintang, parti nationaliste ayant pris part à la guerre, dénoncèrent cet l'événement décrit comme une usurpation de la part du Parti communiste chinois du crédit des forces nationalistes lors de la lutte contre le Japon,. Toutefois, l'ancien Président du Kuomintang Lien Chan prit la décision remarquée d'assister à la parade dans un cadre officiellement personnel, ce qui suscita la controverse à l'intérieur de son propre parti et au-delà,.  
Des experts déclarèrent que le principal objectif de la parade militaire était surtout de réécrire l'histoire et d'extrapoler le rôle du Parti communiste chinois dans la défaite japonaise,,.
L'agence de presse Kyodo News mit en avant le fait qu'à l'occasion d'une conférence de presse tenue le 31 août 2015, un représentant du département d'état des États-Unis avait officiellement contesté la présence du président soudanais el-Béchir, poursuivi par la Cour pénale internationale pour crimes de guerre et crimes contre l'humanité, à la parade.

## Défilé des troupes
Quelque 12 000 soldats défilèrent le long de l'avenue de la paix éternelle jusqu'à la place Tiananmen devant le président Xi Jinping ainsi que deux de ses prédécesseurs encore vivants. Chaque escadron était conduite par au moins un major-général ou un lieutenant-général de faction. Au total 56 généraux participèrent, dont six lieutenant-généraux : Bai Jianjun, commandant adjoint de la région militaire de Pékin, Tian Zhong, commandant adjoint de la marine chinoise, Chen Dong, commandant adjoint des forces aériennes chinoises, Wu Guohua, commandant adjoint du second corps d'artillerie, et Pan Changjie, commandant adjoint de la police armée du peuple. Zheng Qunliang, un autre commandant adjoint de la Force Aérienne, était en tête d'une escouade d'avions de chasse. C'était la première fois dans l'histoire de la république populaire de Chine que des bataillons d'une parade militaire avaient à leurs têtes des personnes ayant atteint un grade aussi haut que celui de lieutenant-général.

### Anciens combattants
Les combattants survivants de la seconde guerre mondiale furent les premiers à être mis en surbrillance. Ils combattirent sous plusieurs commandements comme la nouvelle quatrième armée, l'armée nationale révolutionnaire, ainsi que l'armée de la 8e route. La plupart d'entre eux avaient désormais plus de 90 années et certaines veuves acceptèrent de venir en lieu et place de leurs époux décédés. En addition des soldats chinois, quelques survivants de l'U.S. Army Air Forces ayant combattu aux côtés des forces chinoises eurent l'opportunité de joindre la colonne des vétérans. L'escadrille était composé de plusieurs bus ouverts, escortés le long de l'avenue par une escorte de la police armée populaire.

### Contingents à pied

#### Garde d'honneur
La garde d'honneur était composé de 207 hommes et les femmes de la garnison du bataillon des gardes d'honneur de Pékin. Il s'agissait de la toute première fois que des femmes faisaient partie intégrante de la garde d'honneur dans le contexte d'un défilé national. 

#### Escadrons représentatives des compagnies du PCC
Les « escadrons héroiques du Parti communiste chinois » étaient composés de plusieurs détachements dont l'histoire remonte à des unités ayant participé à la guerre. Il s'agit de « l'escadron des cinq héros de la montagne Langya » (狼牙山五壮士), « l'escadron des héros de la bataille de Pingxingguan », ainsi que de « l'escadron de l'offensive des cent régiments ».
Voici une brève énonciation du nom des formations du Parti communiste chinois durant le conflit :
- Armée de la 8e route ;
- Nouvelle Quatrième armée ;
- Armée unie anti-japonaise du Nord-Est ;
- des organisations de guérilla dans le sud de la Chine sous contrôle du parti communiste.

#### Police armée du peuple
Un détachement PAP émanant de la garnison de Pékin participa également à la parade militaire. L'unité désignée avait auparavant combattu sous l'égide de l'APL au travers de la 114e division de la 38e armée, d'où sa présence.

#### Contingents étrangers
Pour la première fois dans l'histoire de la république populaire de Chine, dix-sept nations furent invitées à faire parader leurs soldats sur la principale avenue de Pékin aux côtés des forces chinoises. L'ordre de succession se fit dans l'ordre alphabétique, à l'exception de la Russie qui, elle, passa en tout dernier.

##### Ordre de passage
- Afghanistan
- Biélorussie - Garde d'honneur de la garnison de Minsk
- Cambodge
- Cuba
- Égypte
- Fidji
- Kazakhstan - Garde républicaine
- Kirghizistan
- Laos
- Mexique - Cadets des Forces armées mexicaines
- Mongolie - Garde d'honneur des Forces armées de Mongolie
- Pakistan
- Serbie - Garde de l'armée serbe
- Tadjikistan
- Vanuatu
- Venezuela - Membres de l'académie militaire de l'armée bolivarienne
- Russie - 1re garde d'honneur, 154e régiment de Preobrazhensk (en), district militaire occidental

### Colonne mobile

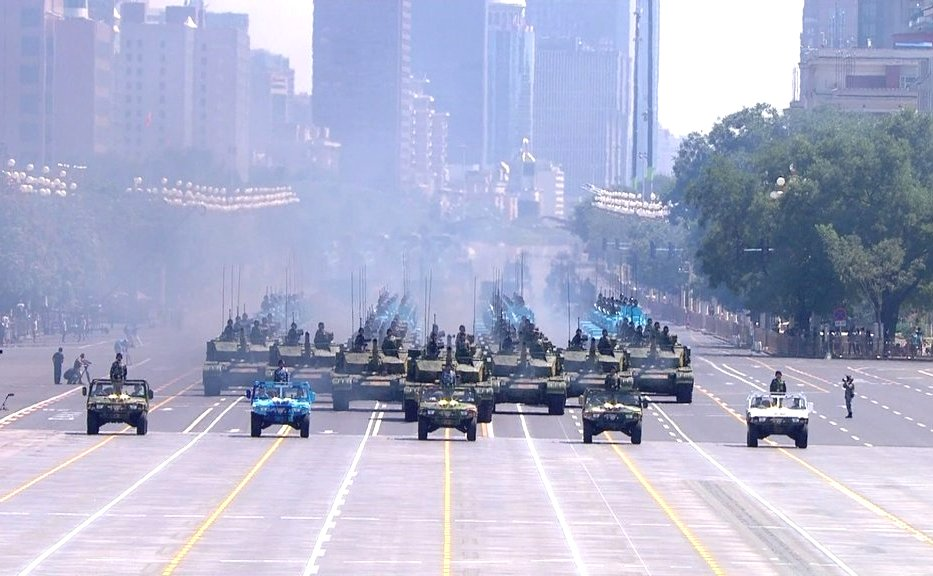
Chars Type 99A2.

#### Chars de combat principal
Le char de troisième génération Type 99A2. Version dernier-cri du Type 99.

#### Véhicules amphibies
Les véhicules de combat d'infanterie ZBD-05A et ZTD-05 (variante du précédent), parmi les véhicules blindés amphibies les plus rapides du monde.

#### Infanteries mécanisés
Le véhicule de combat d'infanterie transporteur de troupe ZBD-04A.

#### Véhicules de combat d'infanterie
Le ZBD-03 IFV, exposé pour la première fois à l'occasion de la parade.

##### Dispositif antichar (missiles guidés)
Le missile antichar HJ-10, développés pour lutter contre les blindés ainsi que potentiellement les hélicoptères.

### Artillerie

#### Automoteurs
Le canon automoteur PLZ-05A (1×155 MM Howitzer).
Le véhicule antiaérien PGZ-07 (2×35×228MM Oerlikon KDA).

#### Missiles tactiques
Le DF-21D, le tout premier missile anti-navire opérationnel (ASBM) au niveau mondial, fut dévoilé pour la toute première fois. Ils arrivèrent juste après les missiles DF-15 et DF-16 missiles. Son apparition fit l'objet d'une intense couverture médiatique internationale.
Le DF-41, le plus récent ICBM chinois, n'a cependant pas été montré à l'occasion de la parade.

### Armée de l'air

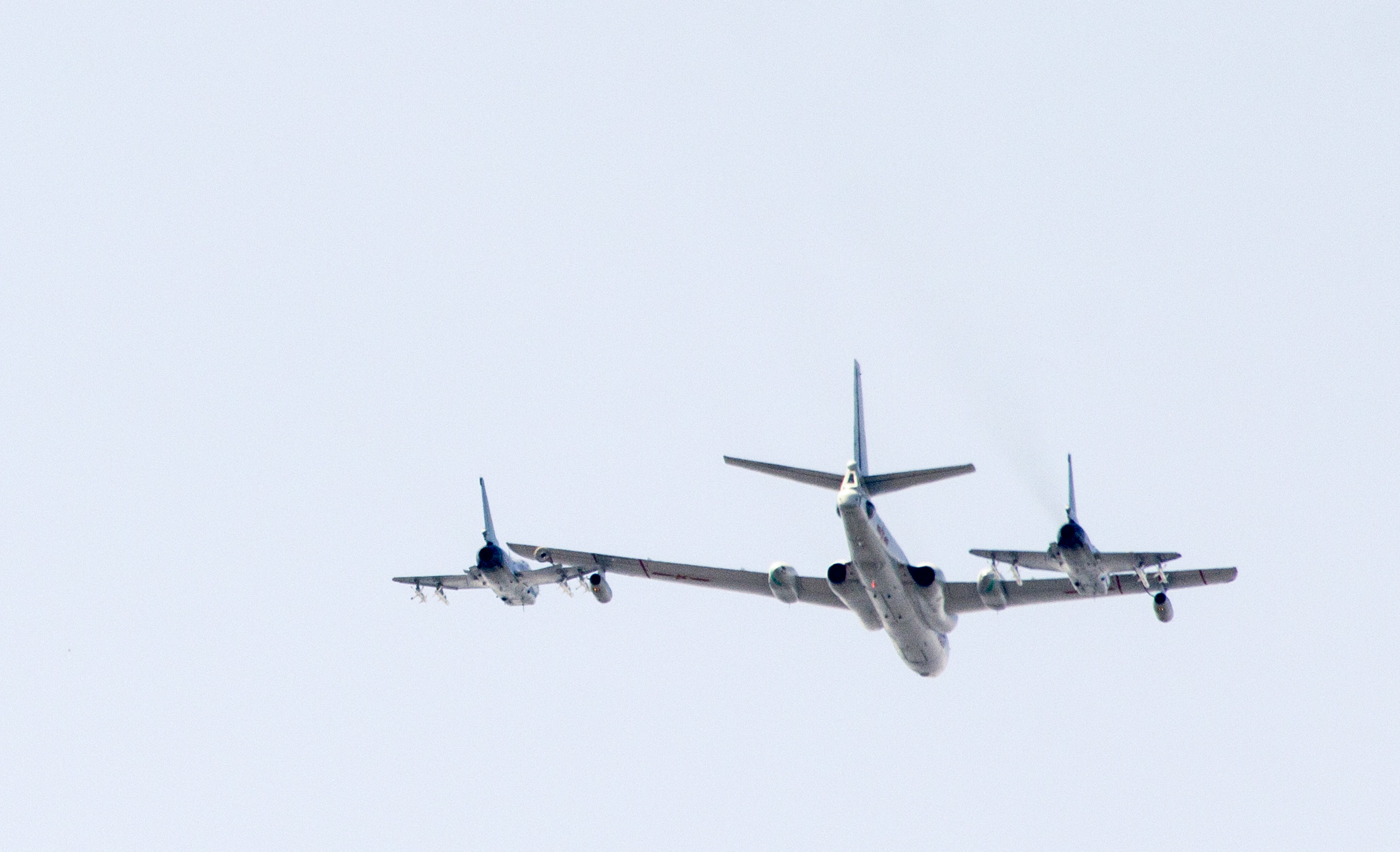
Le H-6 et le J-10 apparurent à l'occasion du défilé

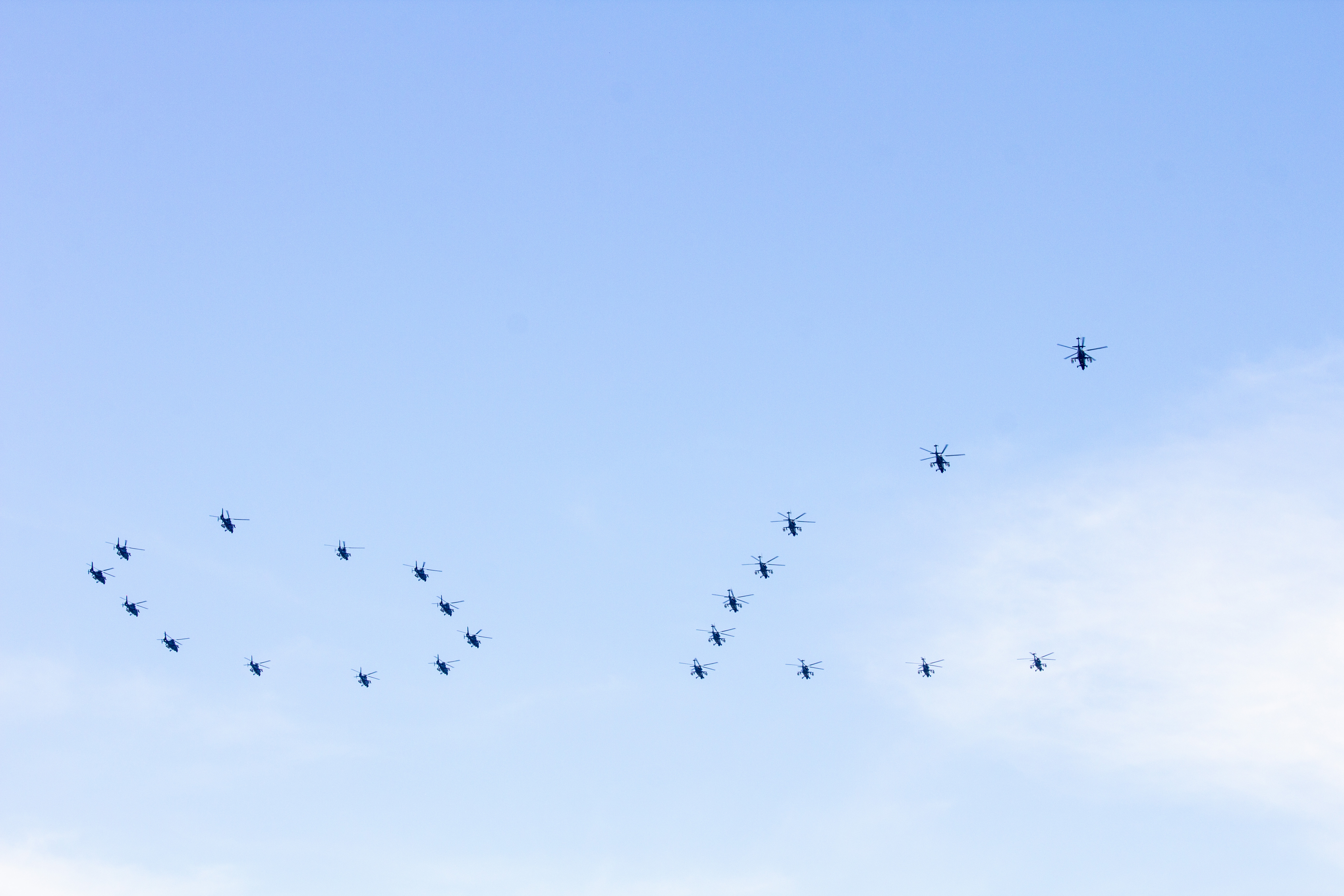
Des hélicoptères en formation "70"

#### Escadrille des avions militaires
Un des escadrons comprit un Shaanxi KJ-2000 ainsi que huit Chengdu J-10. Ils furent originellement exposés pour la première fois lors du défilé du 1er octobre 2009, à l'occasion de la fête nationale.
Le Shaanxi KJ-500, un système de détection et de commandement aéroporté type AWACS dérivé du Y-8, fut exposé pour la première fois.
Le H-6K, version améliorée du H-6 capable de transporter des missiles de croisière type ALCM, fut également dévoilé.
Le Shenyang J-15, un avion de chasse ordinairement embarqué sur porte-avion, a également fait ses débuts à l'occasion de la parade militaire.
Le Chengdu J-20, avion de chasse furtif chinois de cinquième génération, ne fut cependant aucunement dévoilé.

#### Escadrille des hélicoptères
Huit Changhe WZ-10 (7) ainsi douze Harbin WZ-19 (0) hélicoptères formèrent à partir de 10 h 20 le nombre « 70 » en survolant le long de l'avenue Changan, pour marquer officiellement les 70 ans de la victoire sur le Japon ainsi que le commencement de la parade.

## Après le défilé
Le défilé débuta à 10 h 9 et s'acheva à 11 h 40. Dès la fin du défilé, Xi Jinping organisa une réception en faveur des quelques dignitaires étrangers présents.
Faisant suite aux récents propos du président chinois concernant la réduction des effectifs, Yang Yujun, porte-parole du ministère de la défense précisa que la réduction de la taille de l'armée inclurait également le personnel n'ayant pas été initialement formé pour le combat.
Selon lui, la Chine va calquer son modèle sur le système de commandement des États-Unis. Xu Guangyu, ancien général à la retraite et membre du comité du désarmement, annonça dans la foulée que la police armée du peuple allait être réformée de manière à approcher le protocole utilisé par la Garde nationale des États-Unis.
Pour des raisons principalement historiques, la Chine avait toujours privilégié jusqu'à maintenant ses forces terrestres. Elle prévoit désormais, à l'instar des États-Unis qui maintient son ratio armée-marine-force aérienne à hauteur de 4:3:3, de se concentrer davantage sur ses autres branches militaires. 
Cependant, pour des raisons principalement logistiques (la Chine ayant davantage de frontières terrestres avec d'autres États que les États-Unis), le nouveau ratio adopté par la Chine sera de l'ordre 2:1:1. Cela signifie qu'en considérant un effectif de deux millions, un million sera consacré à l'armée de terre, 500 000 à la marine et 500 000 seront partie intégrante de la force aérienne.

## Musique militaire

### Début de la cérémonie
- Chanson anti-japonaise des écoles politiques (抗日军政大学校歌 - Kàngrì jūnzhèng dàxué xiàogē)
- Défendre la rivière jaune (保卫黄河“黄河大合唱”第七乐章 - Bǎowèi huánghé-“huánghé dàhéchàng” dì qī yuèzhāng)
- Le Chant de la guérilla (游击队之歌 - Yóují duì zhī gē)
- Sur les montagnes Taihang (太行山上 - Tàixíng shānshàng)
- Puissante chanson de l'armée au combat (强军战歌 - Qiáng jūn zhàngē)
- La marche des volontaires (义勇军进行曲 - Yìyǒngjūn jìnxíngqǔ)
- L'armée du peuple est loyale au parti (人民军队忠于党 - Rénmín jūnduì zhōngwū dǎng)
- L'unité est notre force (团结就是力量 - Tuánjié jiùshì lìliàng)
- Un Chant pour notre puissante armée (强军战歌 - qiáng jūn zhàngē)

### Arrivée du président Xi et de l'ensemble des dignitaires, étrangers et nationaux
- Le Chant de bienvenue (欢迎进行曲 - huānyíng jìnxíngqǔ)

### Levée du drapeau
- Hymne de la république populaire de Chine (中国人民解放军进行曲 - zhōngguó rénmín jiěfàngjūn jìnxíngqǔ)

### Revue des troupes
- Marche de l'armée populaire de libération chinoise (version « revue des troupes ») (检阅进行曲 - jiǎnyuè jìnxíngqǔ)
- Trois règles de discipline et huit points d'attention (三大纪律八项注意 - sān dà jìlǜ bā xiàng zhùyì)
- Chanson anti-japonaise des écoles politiques (抗日军政大学校歌 - Kàngrì jūnzhèng dàxué xiàogē)
- La victoire est devant nous (胜利在召唤 - shènglì zài zhàohuàn)
- Vers la mer (走向海洋 - zǒuxiàng hǎiyáng)
- Glorieux retour en triomphe (光荣的凯旋 - guāngróng de kǎixuán)

### Défilé des vétérans et des troupes au sol
- Marche de l'armée populaire de libération chinoise (version « marche des forces armées ») (分列式进行曲 - fēnlièshì jìnxíngqǔ)

### Défilé des troupes mécanisées
- Alors que la guerre approche (当那一天来临 - dāng nà yītiān láilín)
- Héros de notre temps (时代英豪 - shídài yīngháo)
- Chanson des gardes loyaux (忠诚卫士之歌 - zhōngchéng wèishì zhī gē)
- Marche de l'attitude militaire (军威进行曲 - jūn wēi jìnxíngqǔ)
- Marche de la marine du peuple (人民海军向前进 - rénmín hǎijūn xiàng qiánjìn)

### Défilé de l'artillerie
- Marche du second corps d'artillerie (第二炮兵进行曲 - dì èr pàobīng jìnxíngqǔ)
- Gardons nos armes aiguisées (砺兵 - lì bīng)

### Défilé des forces aériennes
- Marche de l'armée de l'air (空军进行曲 - kōngjūn jìnxíngqǔ)
- Encore rappelé depuis Gutian (我们从古田再出发 - wǒmen cóng gǔtián zài chūfā)

### Clôture de la cérémonie
- Ôde à la mère-patrie (歌唱祖国 - gēchàng zǔguó)

Répétition des forces armées chinoises.
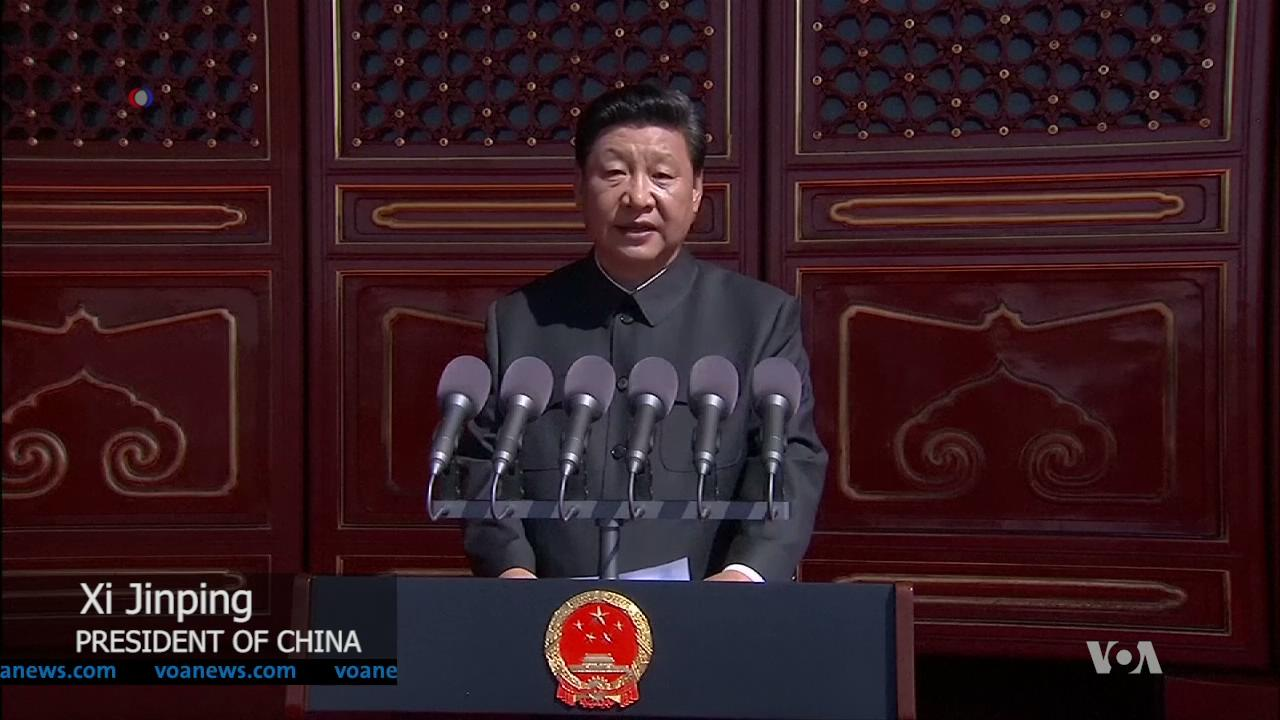
Discours de Xi Jinping.
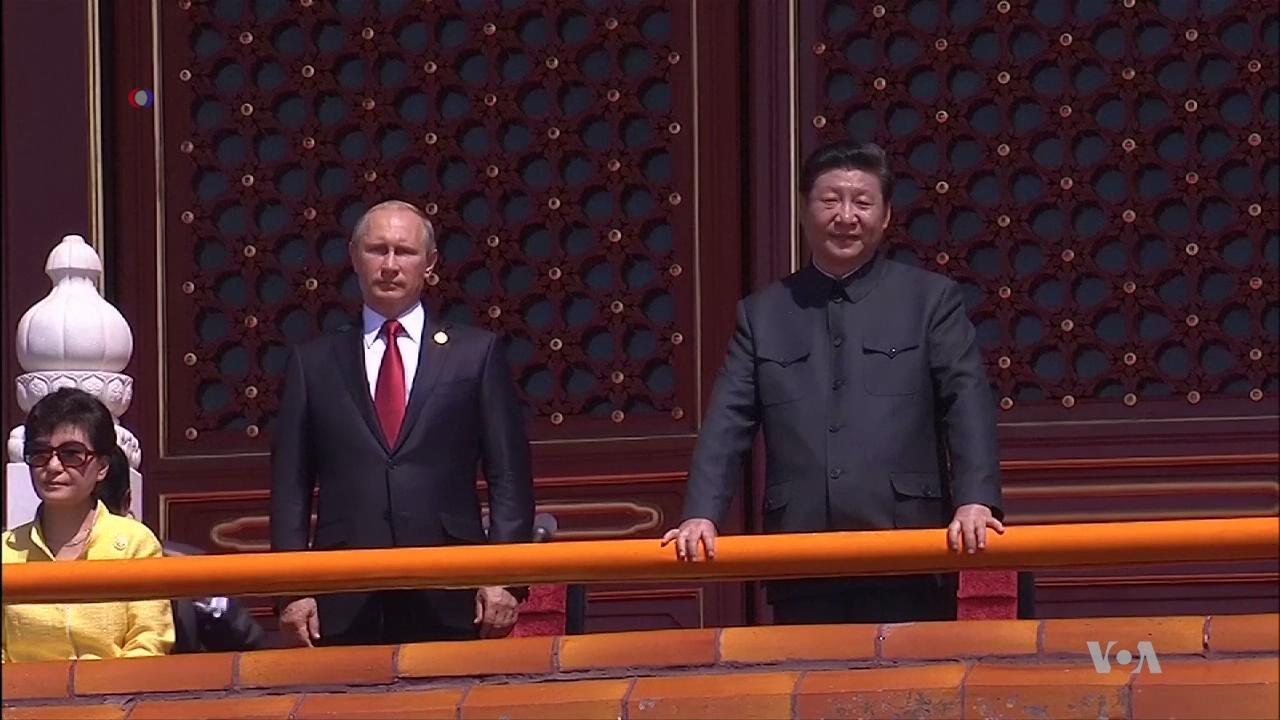
Xi Jinping en compagnie de Vladimir Poutine.
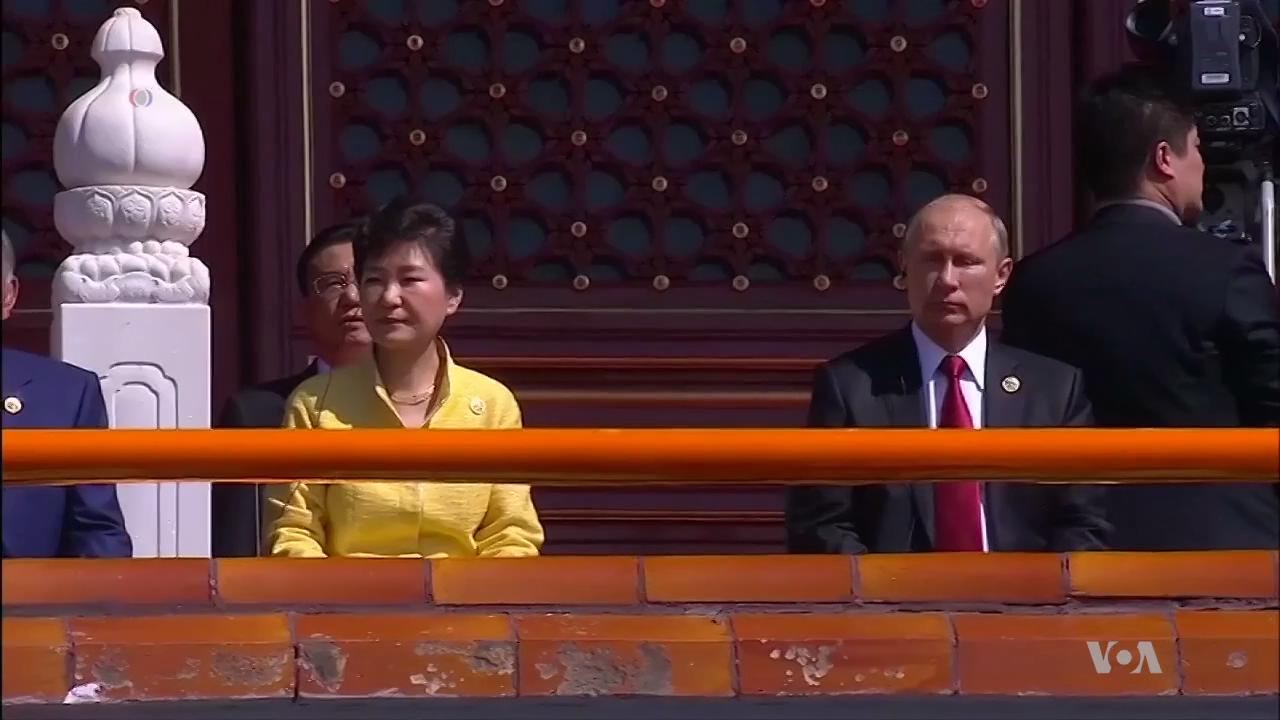
La présidente Park, de Corée du sud.
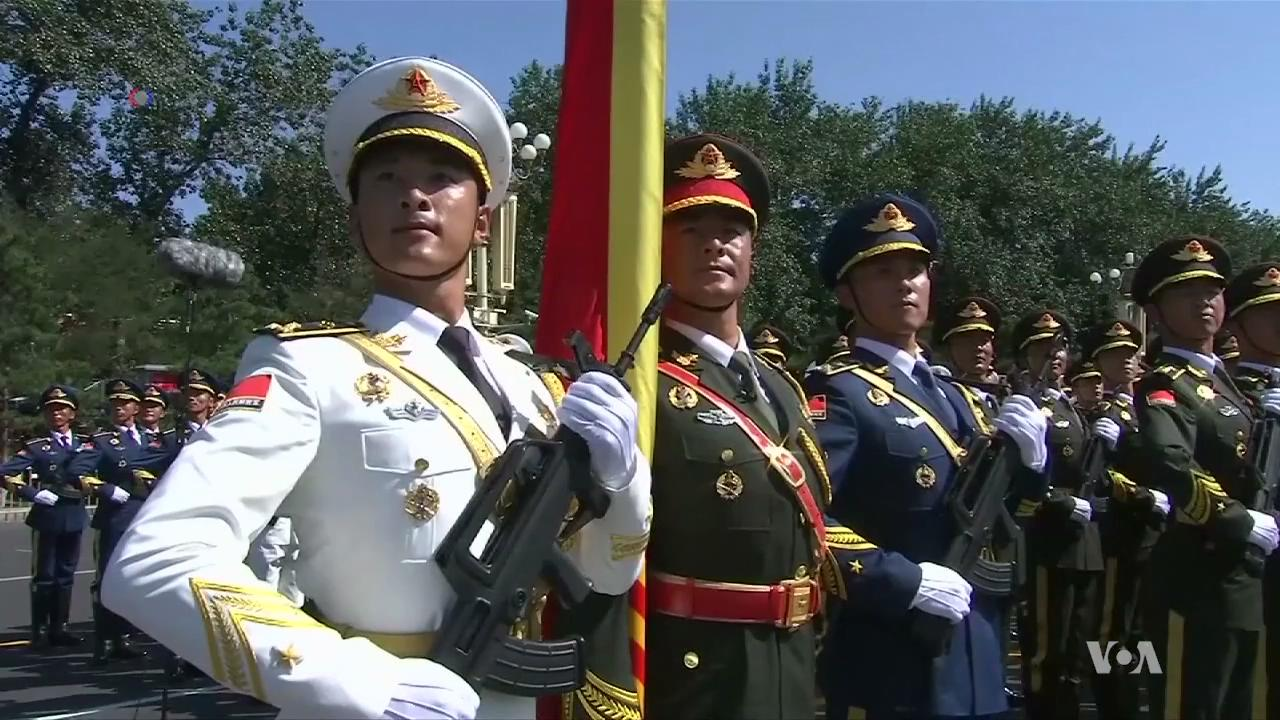
La garde d'honneur lors de la cérémonie de l'inspection des troupes.
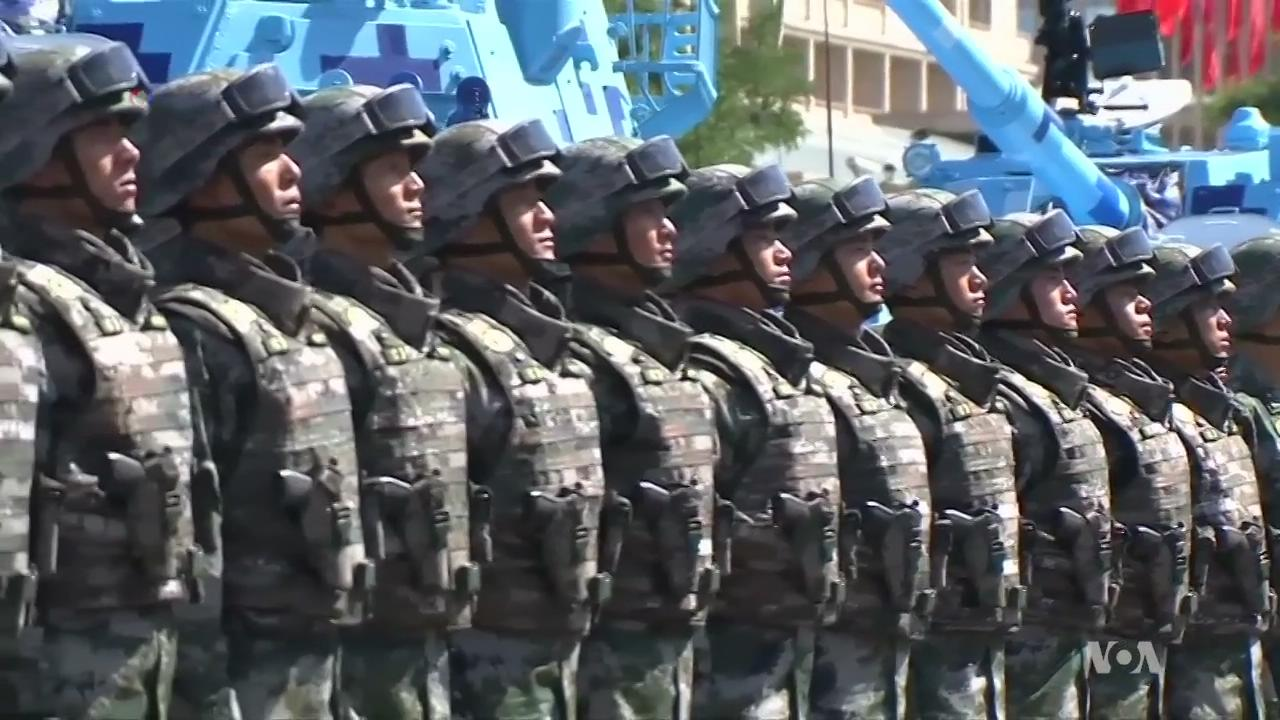
Forces terrestres lors de la cérémonie de l'inspection des troupes.
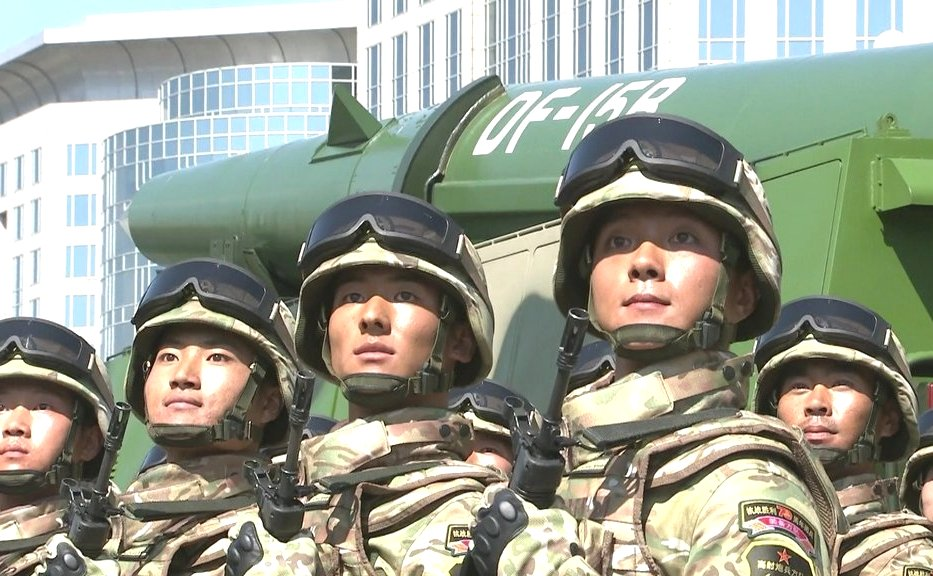
Forces terrestres lors de la cérémonie de l'inspection des troupes.
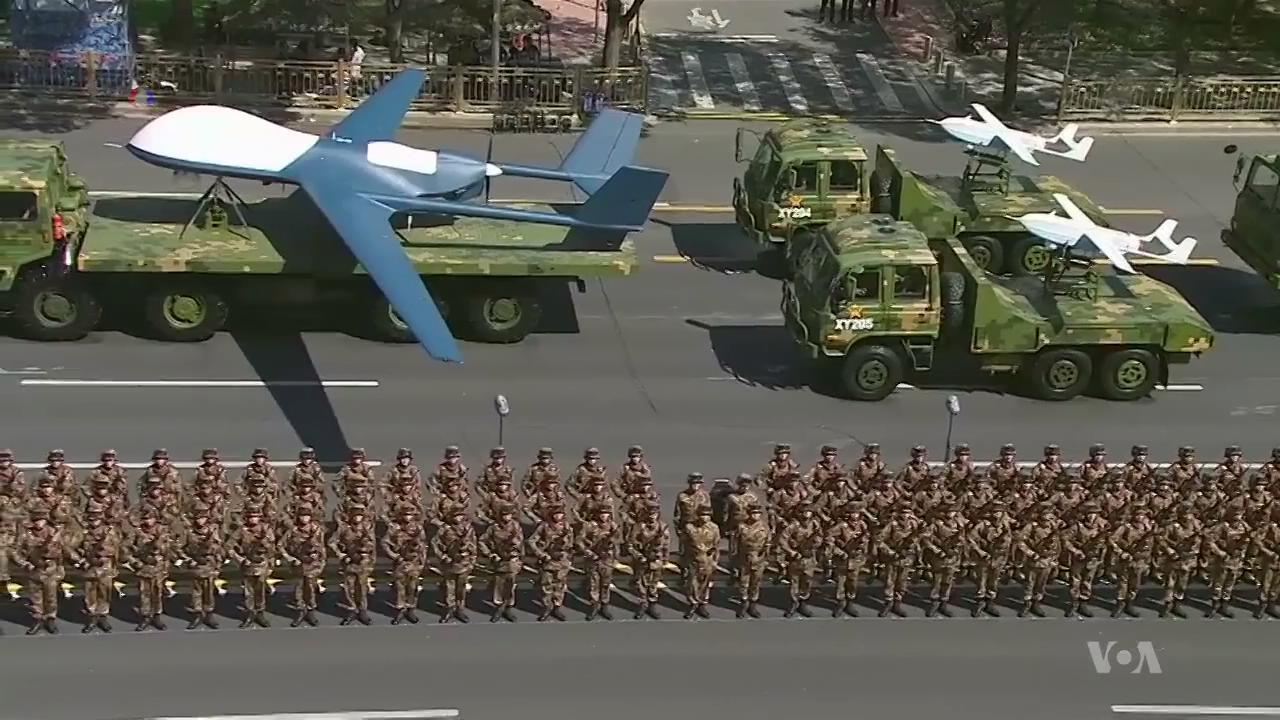
Forces terrestres et blindés lors de la cérémonie de l'inspection des troupes.
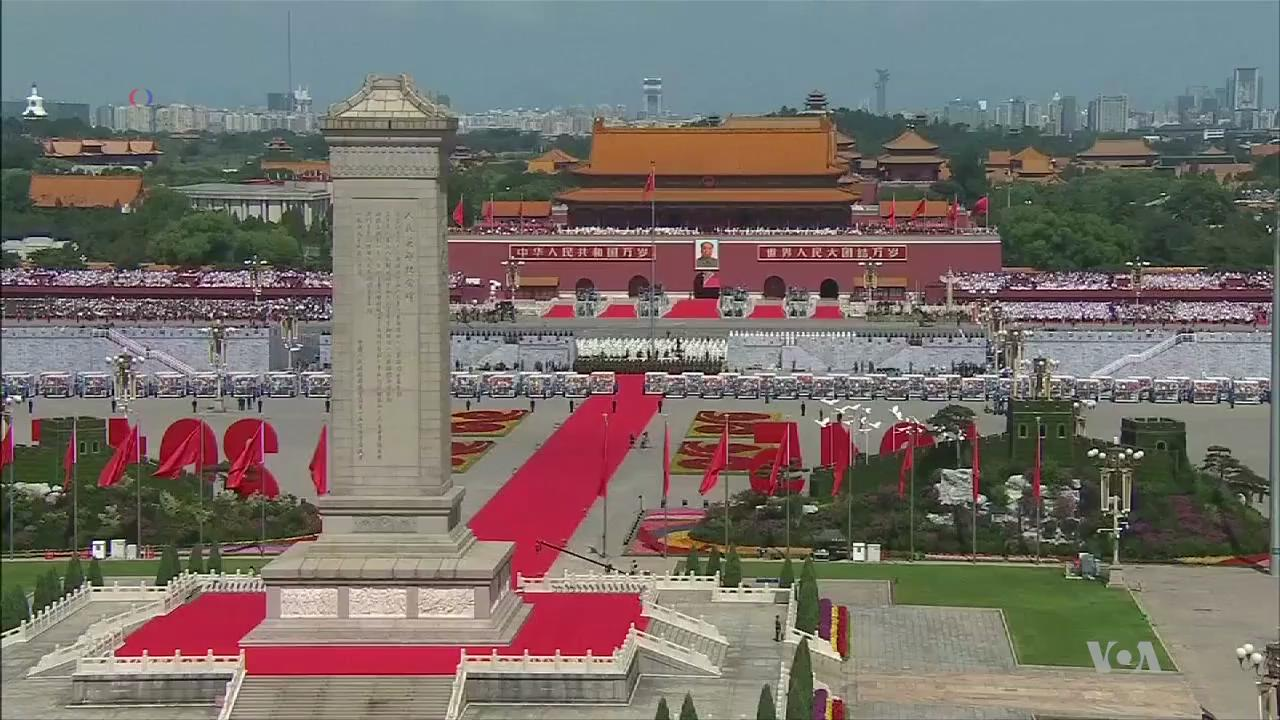
La place Tian'anmen et la Cité Interdite.
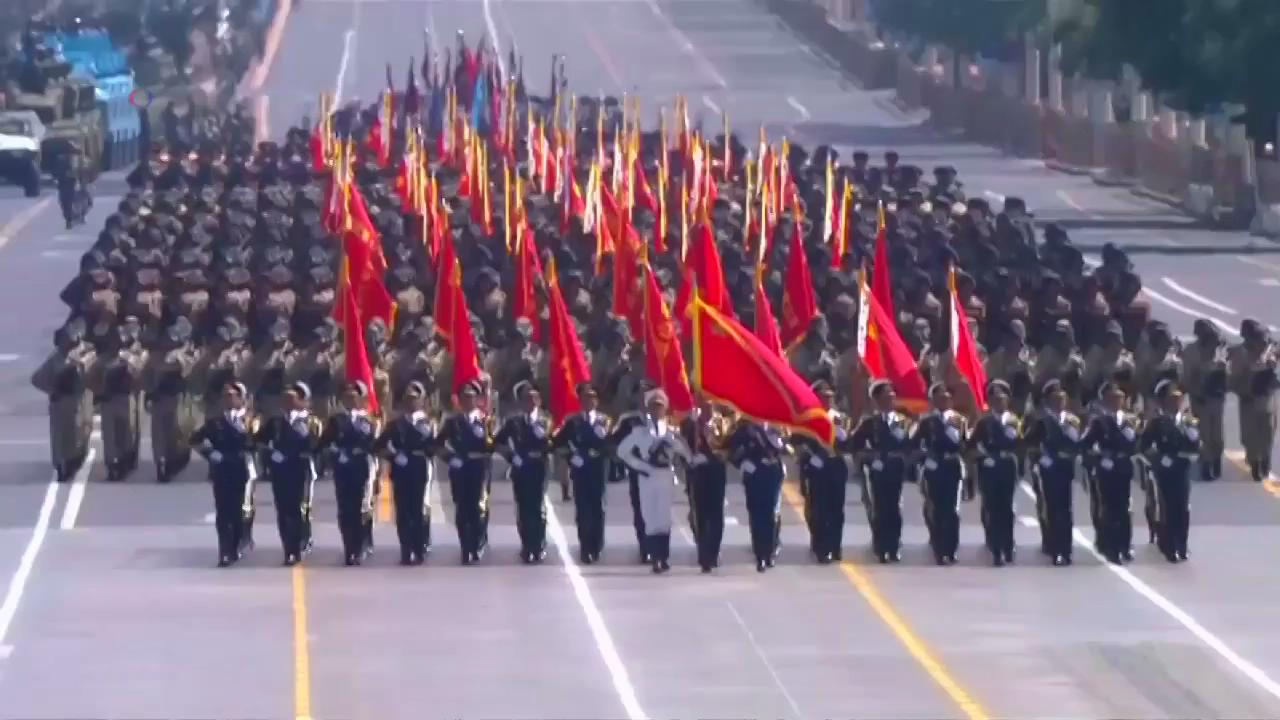
Les escadrons avançant sur l'avenue de la paix éternelle.
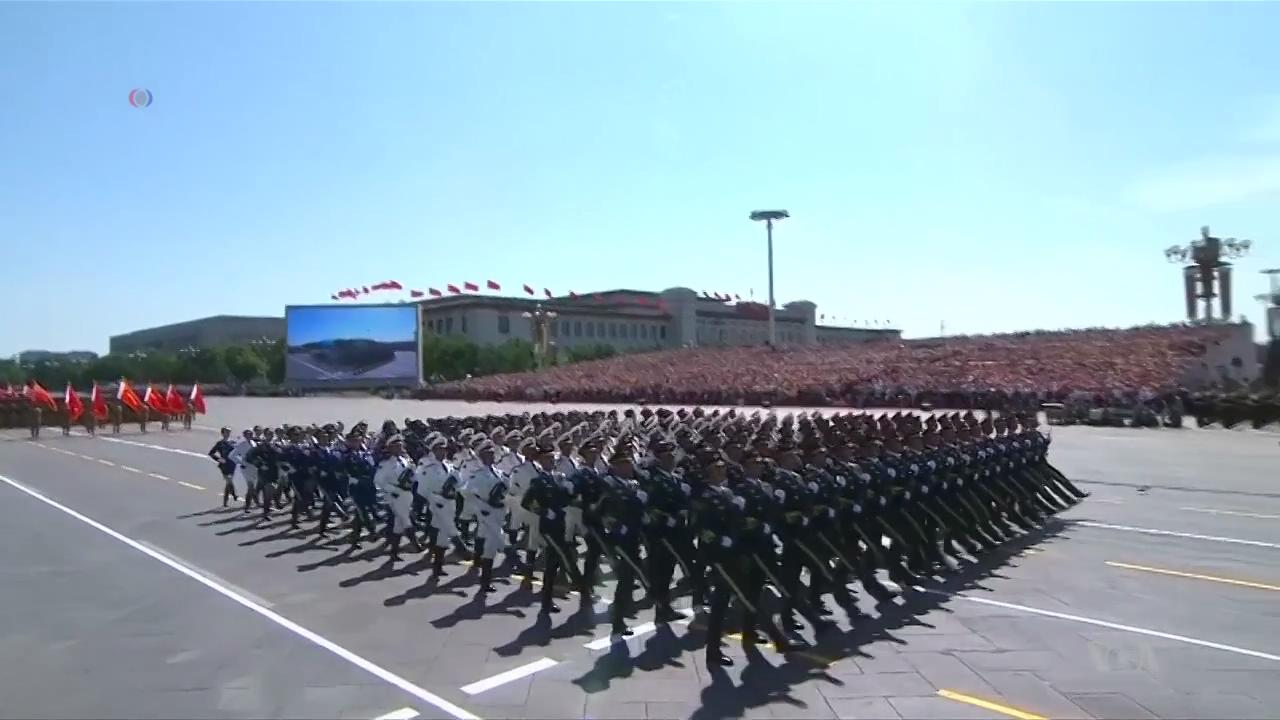
Les gardes d'honneur.
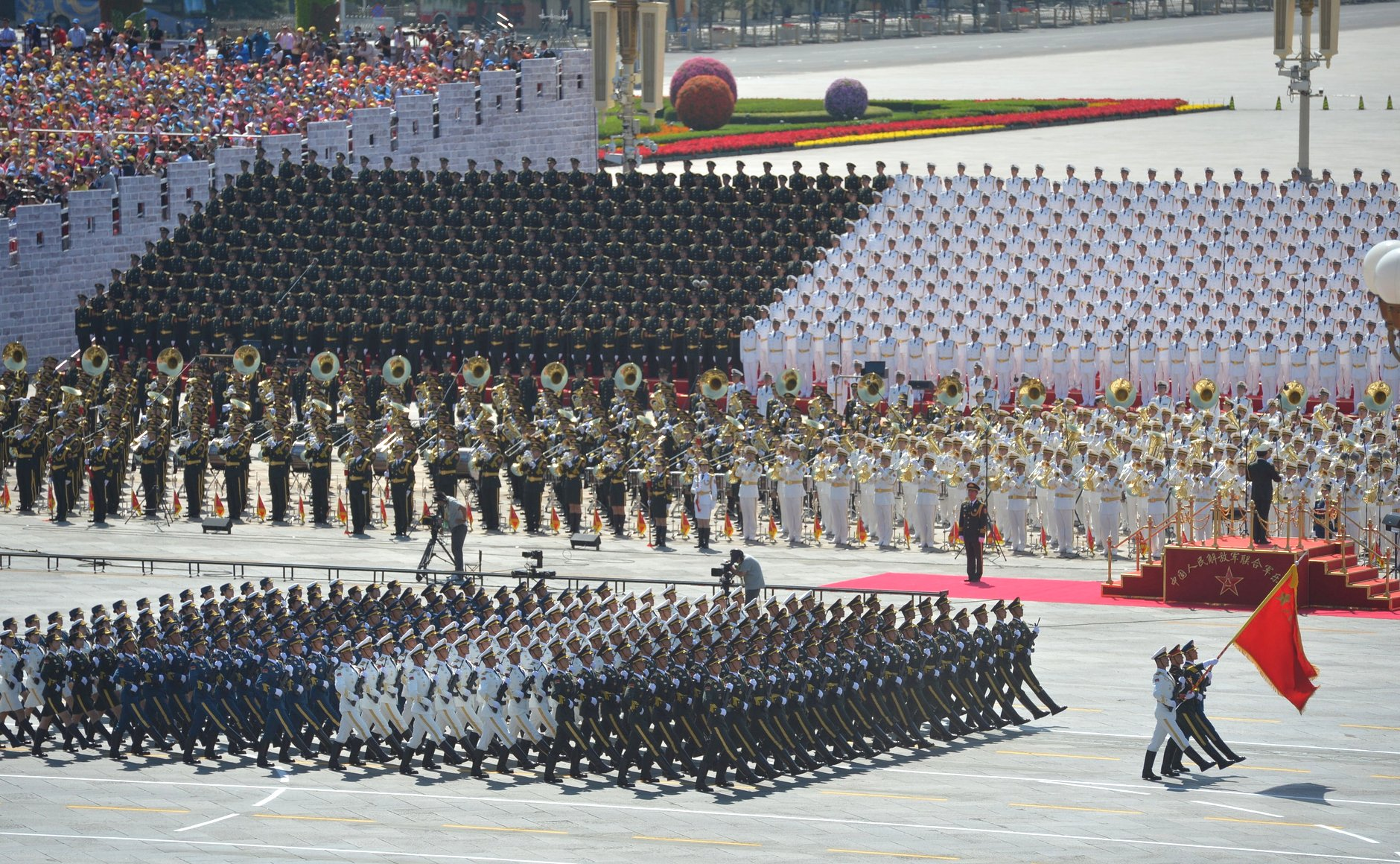
Les gardes d'honneur.
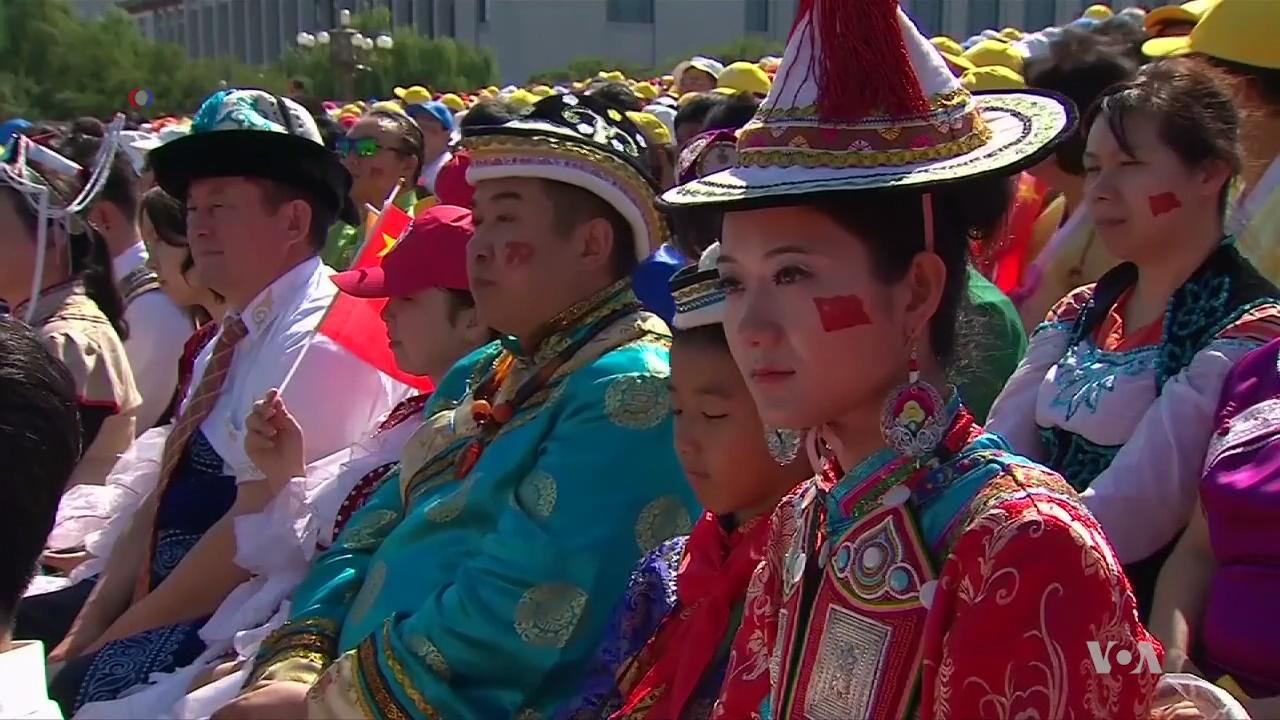
Des spectateurs.
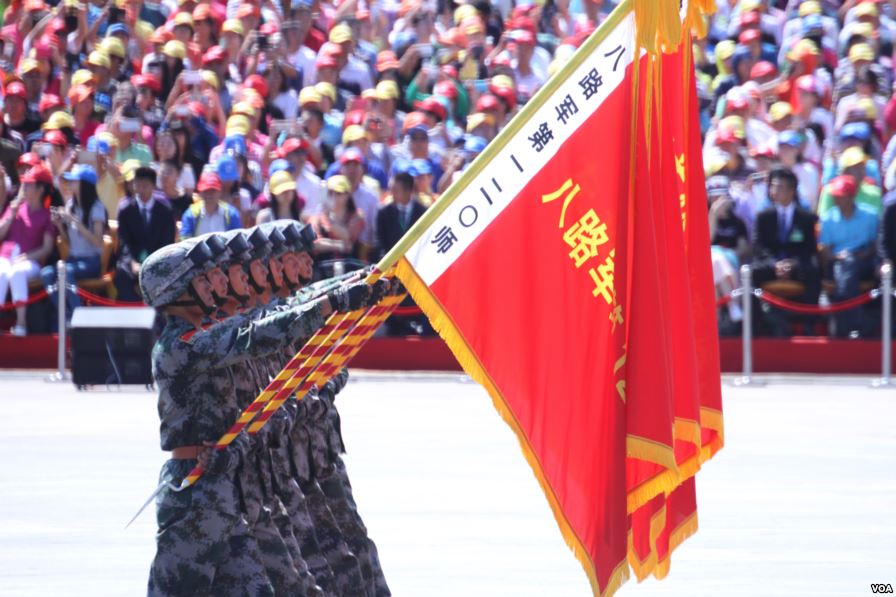
Des troupes brandissant des reconstitutions de bannières historiques.
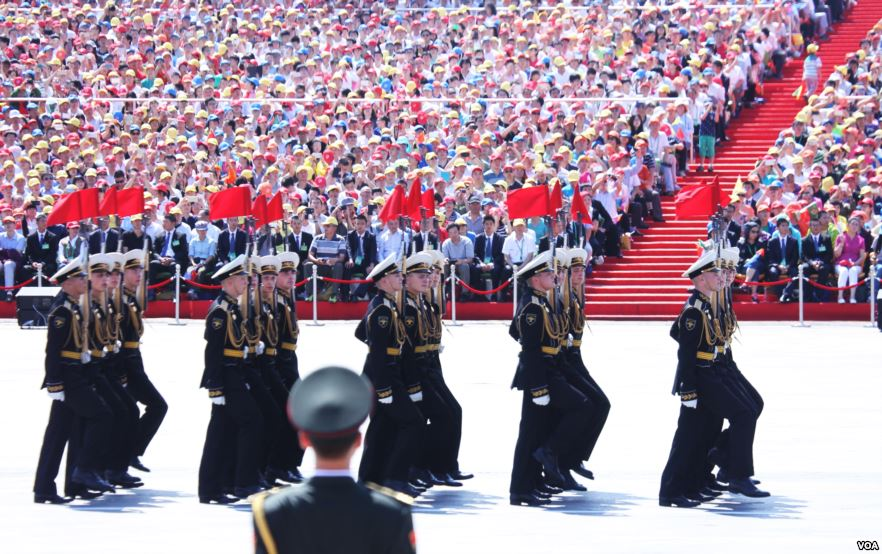
Escadron des gardes d'honneur russes.
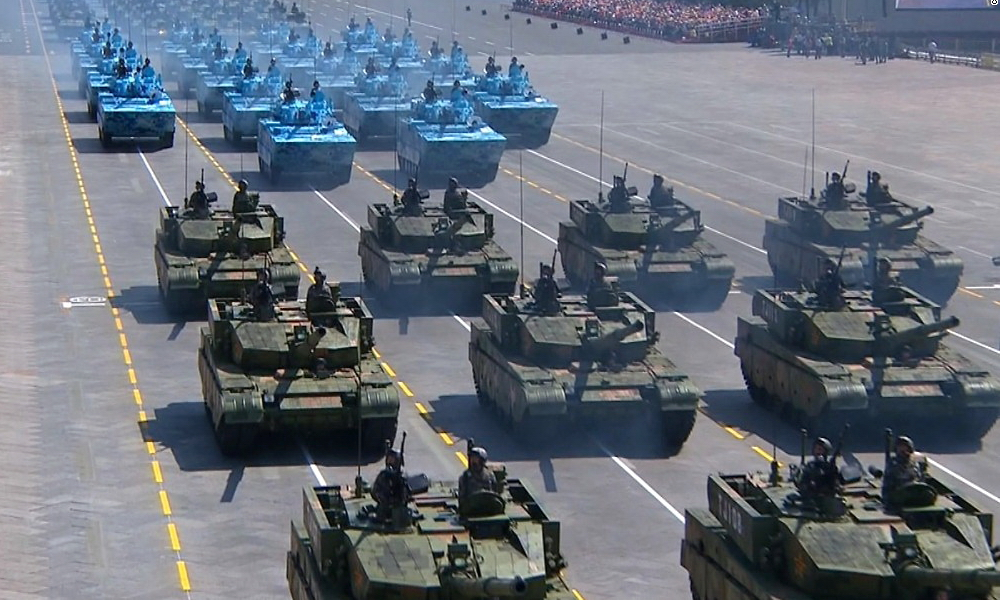
Arrivée des forces blindées.
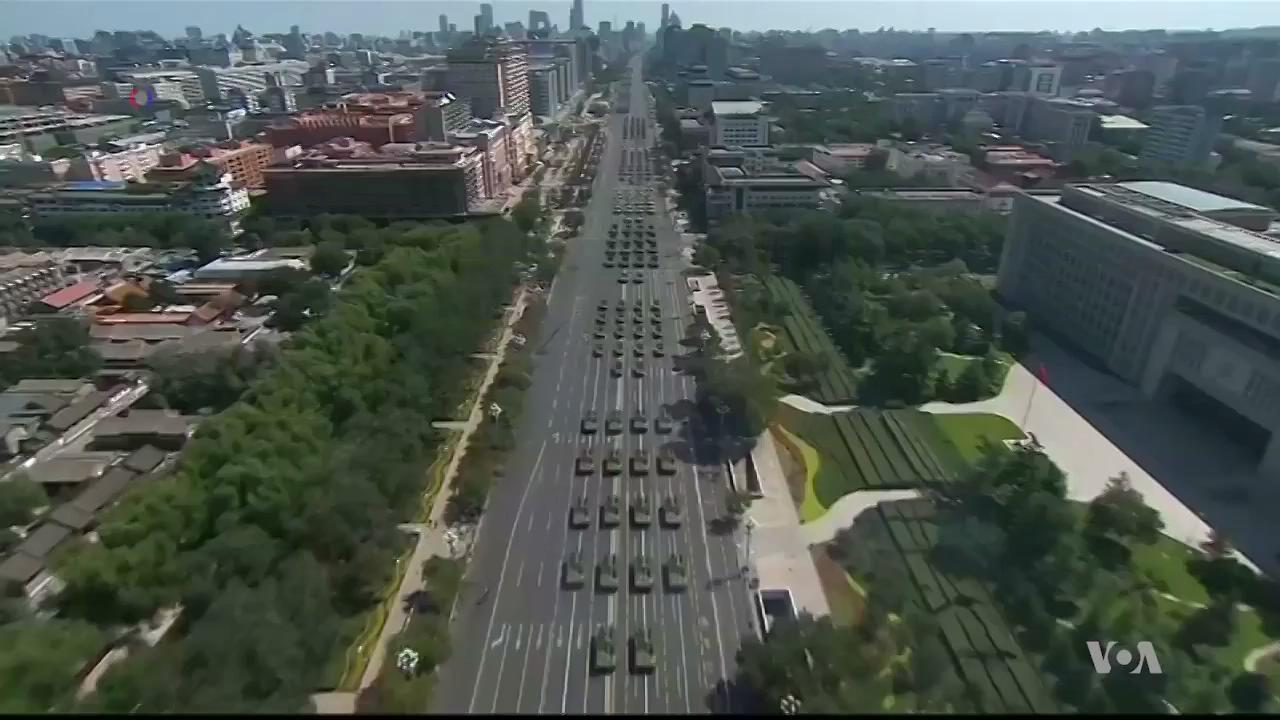
Forces blindées vues de dessus.
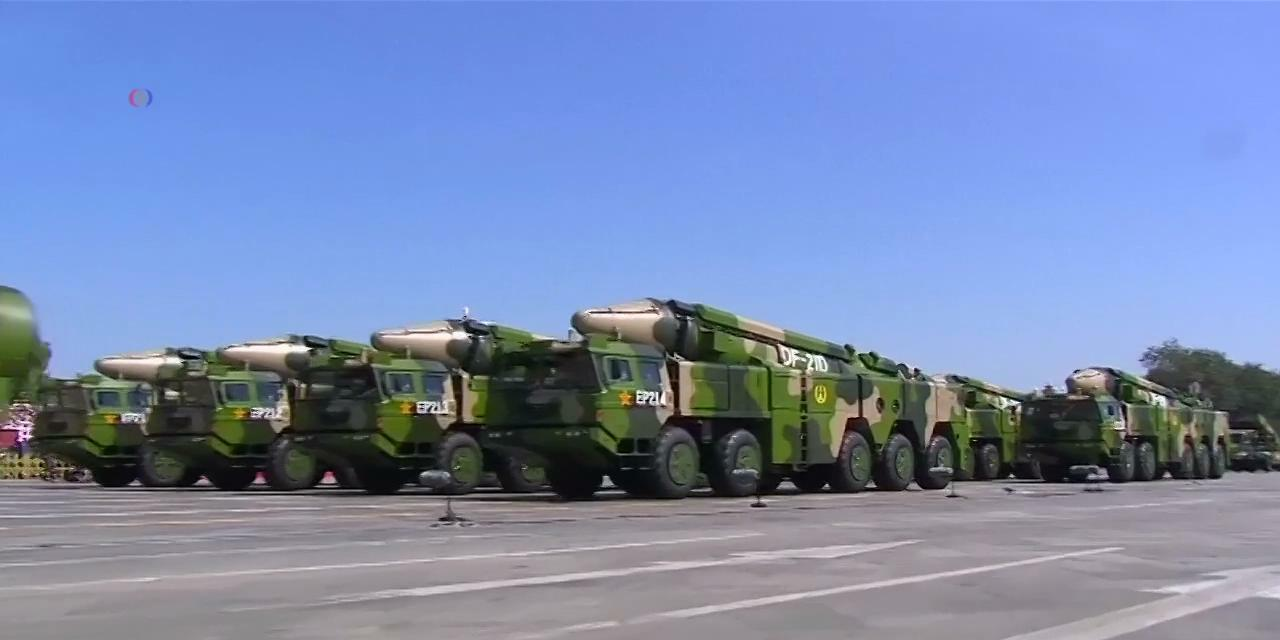
Missiles anti-navires Dongfeng 21D.
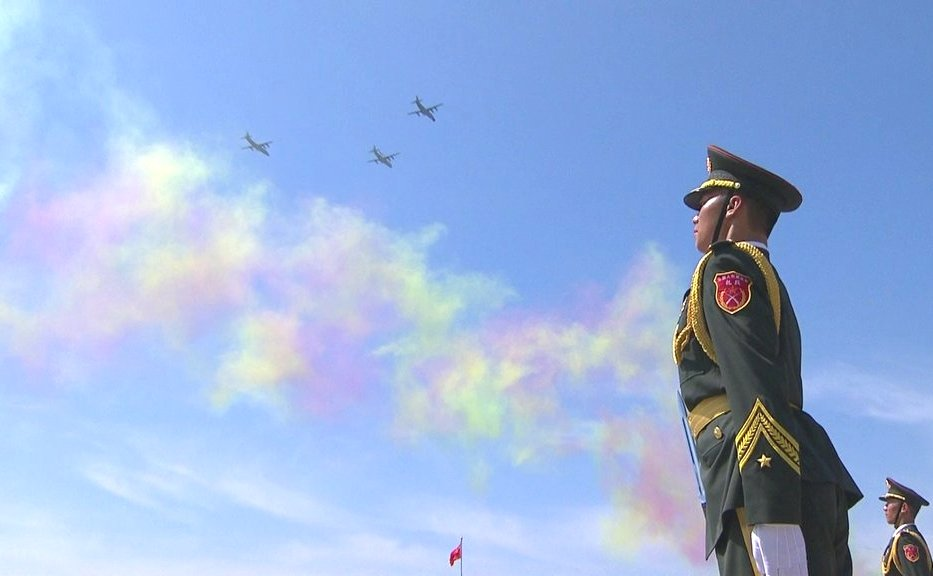
Défilé des forces aériennes.
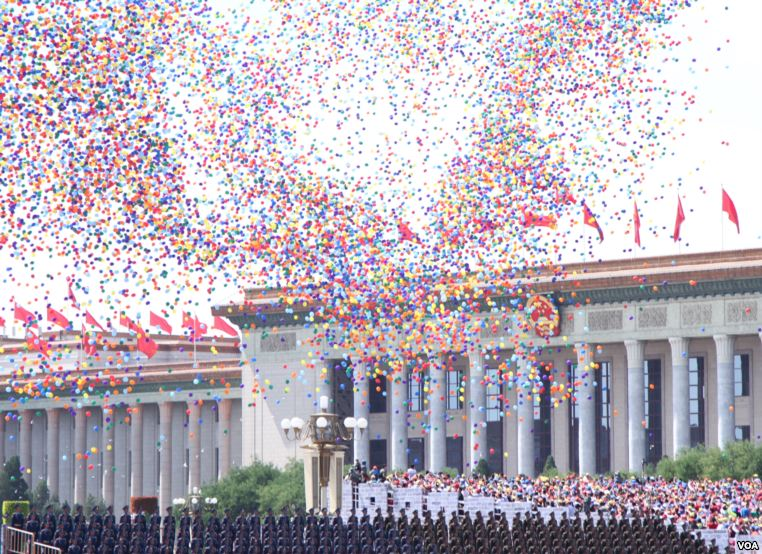
Clôture de la parade.